# Liste der mittelalterlichen Universitäten

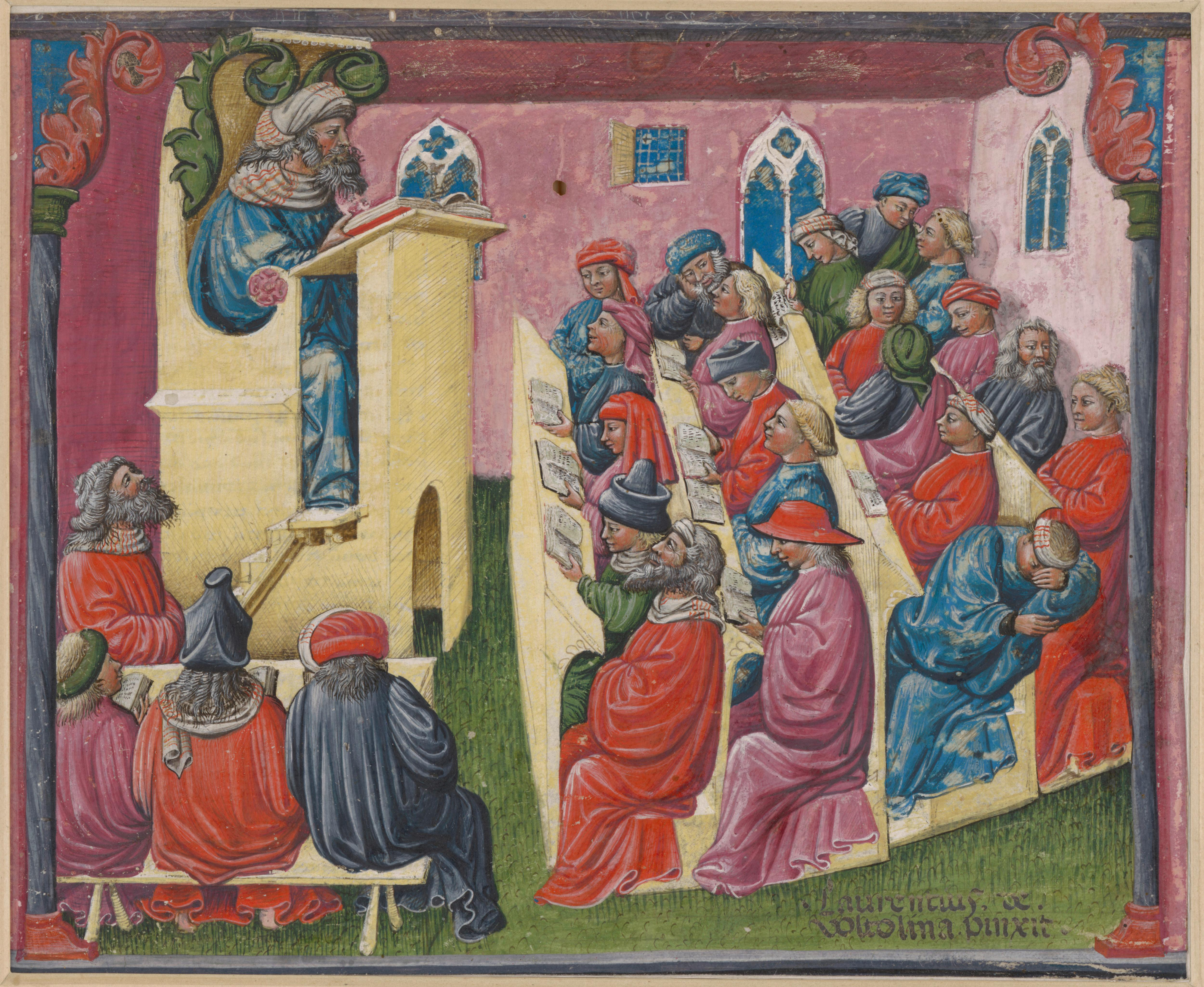
Vorlesung an einer Universität des Mittelalters (14. Jahrhundert)

Die Liste der mittelalterlichen Universitäten führt alle Universitäten auf, die im Mittelalter existierten. Sie beinhaltet auch kurzlebige Gründungen und Bildungsinstitutionen, deren Universitätsstatus von der Forschung noch nicht abschließend geklärt ist. Die Universität mit ihrer eigenen Organisationsstruktur und ihrem freiheitlichen Selbstverständnis ist ein Produkt des christlich geprägten Mittelalters. Bis 1500 ist die Existenz von über achtzig Universitäten belegt, die vor allem in West- und Mitteleuropa angesiedelt waren. Mit der nachfolgenden Kolonisation Amerikas wird die Universität in die Neue Welt gebracht und damit ihre weltweite Verbreitung als höchste Bildungsstätte der Gegenwart eingeleitet (siehe Liste der ältesten Universitäten).

## Definition
Eine Kurzdefinition der Universität mit ihren wesentlichen Merkmalen, wie sie sich seit dem Mittelalter herausgebildet haben, bietet die mehrbändige Geschichte der Universität in Europa der Europäischen Rektorenkonferenz:

„Die Universität ist eine, ja die europäische Institution par excellence: Als Gemeinschaft von Lehrenden und Lernenden, ausgestattet mit besonderen Rechten der Selbstverwaltung, der Festlegung und Ausführung von Studienplänen und Forschungszielen sowie der Verleihung öffentlich anerkannter akademischer Grade ist sie eine Schöpfung des europäischen Mittelalters…
Keine andere europäische Institution hat wie die Universität mit ihren überlieferten Strukturen und ihren wissenschaftlichen Leistungen in der ganzen Welt universale Geltung erlangt. Die Titel der mittelalterlichen Universität, Bakkalaureat, Lizenziat, Magistergrad, Doktorat, werden in den unterschiedlichsten politischen und ideologischen Systemen anerkannt. Die vier mittelalterlichen Fakultäten der Theologie, Jurisprudenz, Medizin und der Artes haben zwar teilweise andere Bezeichnungen erhalten. So wurde die Artistenfakultät zur philosophischen, zu derjenigen der lettres, sciences, humanities. Zahlreiche, vor allem sozialwissenschaftliche und technologische Disziplinen kamen hinzu, doch bilden die alten Fakultäten nach wie vor auf der ganzen Welt den Kern der Universitäten. Selbst der Name der universitas, der im Mittelalter für Genossenschaften unterschiedlichster Art gebraucht wurde und dementsprechend zunächst nur die korporative Organisation von Lehrern und Schülern bezeichnete, erhielt im Lauf der Jahrhunderte eine geistige Aufwertung: Als universitas litterarum verkörpert die Universität seit dem 18. Jahrhundert die Bildungsinstitution, welche die Gesamtheit der Wissenschaften zu pflegen und zu vermitteln hat.“

## Liste
Die Liste ist nach dem Zeitpunkt der Anerkennung sortiert. Wo mehr als eine Universität an einem Ort gegründet wurde, steht der Name der Institution in Klammern.

### Vor und während des 12. Jahrhunderts
| Anerkannt    | Universität        | Heutiges Land |
| ------------ | ------------------ | ------------- |
| 9. Jh.       | Salerno            | Italien       |
| 962          | Parma              | Italien       |
| Ende 12. Jh. | Bologna            | Italien       |
| 1188         | Reggio nell’Emilia | Italien       |

### 13. Jahrhundert
| Anerkannt      | Universität | Heutiges Land |
| -------------- | ----------- | ------------- |
| 1204           | Vicenza     | Italien       |
| 1208           | Palencia    | Spanien       |
| Anfang 13. Jh. | Paris       | Frankreich    |
| Anfang 13. Jh. | Oxford      | England       |
| Anfang 13. Jh. | Montpellier | Frankreich    |
| 1209–25        | Cambridge   | England       |
| 1215           | Arezzo      | Italien       |
| 1218–19        | Salamanca   | Spanien       |
| 1222           | Padua       | Italien       |
| 1224           | Neapel      | Italien       |
| 1228           | Vercelli    | Italien       |
| 1229           | Toulouse    | Frankreich    |
| um 1235        | Orléans     | Frankreich    |
| 1245           | Rom (Kurie) | Italien       |
| 1245           | Siena       | Italien       |
| 1248           | Piacenza    | Italien       |
| um 1250        | Angers      | Frankreich    |
| 1254–60        | Sevilla     | Spanien       |
| 1261           | Northampton | England       |
| Ende 13. Jh.   | Valladolid  | Spanien       |
| 1290           | Lissabon    | Portugal      |
| 1300           | Lérida      | Spanien       |

### 14. Jahrhundert
| Anerkannt | Universität       | Heutiges Land |
| --------- | ----------------- | ------------- |
| 1303      | Avignon           | Frankreich    |
| 1303      | Rom (La Sapienza) | Italien       |
| 1308      | Perugia           | Italien       |
| 1308      | Coimbra           | Portugal      |
| 1318      | Treviso           | Italien       |
| 1332      | Cahors            | Frankreich    |
| 1339      | Grenoble          | Frankreich    |
| 1339      | Verona            | Italien       |
| 1343      | Pisa              | Italien       |
| 1347      | Prag              | Tschechien    |
| 1349      | Florenz           | Italien       |
| 1350      | Perpignan         | Frankreich    |
| 1354      | Huesca            | Spanien       |
| 1361      | Pavia             | Italien       |
| 1364      | Krakau            | Polen         |
| 1365      | Orange            | Frankreich    |
| 1365      | Wien              | Österreich    |
| 1367      | Pécs              | Ungarn        |
| 1369      | Lucca             | Italien       |
| 1379      | Erfurt            | Deutschland   |
| 1380      | Dyrrachium        | Albanien      |
| 1385      | Heidelberg        | Deutschland   |
| 1388      | Köln              | Deutschland   |
| 1391      | Ferrara           | Italien       |
| 1395      | Buda              | Ungarn        |
| 1396      | Zadar             | Kroatien      |

### 15. Jahrhundert
| Anerkannt | Universität           | Heutiges Land |
| --------- | --------------------- | ------------- |
| 1402      | Würzburg              | Deutschland   |
| 1404      | Turin                 | Italien       |
| 1409      | Leipzig               | Deutschland   |
| 1409      | Aix-en-Provence       | Frankreich    |
| 1411      | St. Andrews           | Schottland    |
| 1412–20   | Parma                 | Italien       |
| 1419      | Rostock               | Deutschland   |
| 1422      | Dole                  | Frankreich    |
| 1425      | Löwen                 | Belgien       |
| 1431      | Poitiers              | Frankreich    |
| 1432      | Caen                  | Frankreich    |
| 1441      | Bordeaux              | Frankreich    |
| 1444      | Catania               | Italien       |
| 1446      | Girona                | Spanien       |
| 1450      | Barcelona             | Spanien       |
| 1451      | Glasgow               | Schottland    |
| 1452      | Valence               | Frankreich    |
| 1454      | Trier                 | Deutschland   |
| 1456      | Greifswald            | Deutschland   |
| 1457      | Freiburg              | Deutschland   |
| 1459      | Basel                 | Schweiz       |
| 1459      | Ingolstadt            | Deutschland   |
| 1460      | Nantes                | Frankreich    |
| 1464      | Bourges               | Frankreich    |
| 1465      | Preßburg              | Slowakei      |
| 1470      | Venedig               | Italien       |
| 1471      | Genua                 | Italien       |
| 1474      | Saragossa             | Spanien       |
| 1475      | Kopenhagen            | Dänemark      |
| 1476      | Mainz                 | Deutschland   |
| 1476      | Tübingen              | Deutschland   |
| 1477      | Uppsala               | Schweden      |
| 1483      | Palma                 | Spanien       |
| 1489      | Sigüenza              | Spanien       |
| 1495      | Aberdeen              | Schottland    |
| 1498      | Frankfurt an der Oder | Deutschland   |
| 1499      | Alcalá de Henares     | Spanien       |
| 1500      | Valencia              | Spanien       |